# Амплификация (молекулярная биология)
Амплификация (лат. amplificatio — усиление, увеличение), в молекулярной биологии — процесс образования дополнительных копий участков хромосомной ДНК, как правило, содержащих определённые гены либо сегменты структурного гетерохроматина. Амплификация может быть ответом клеток на селективное воздействие (например, при действии метотрексата). Амплификация — один из механизмов активации онкогенов в процессе развития опухоли, например, онкогена N-myc при развитии нейробластомы. Также амплификация — накопление копий определенной нуклеотидной последовательности во время ПЦР — полимеразной цепной реакции.

## Процесс удвоения
Выделенную молекулу ДНК нагревают, затем она распадается на две нити. Добавляют праймеры. Затем смесь ДНК и праймеров охлаждают. При этом праймеры, при наличии в смеси ДНК искомого гена, связываются с его комплементарными участками. Далее к смеси ДНК и праймера добавляют ДНК-полимеразу и нуклеотиды. Устанавливают температуру, оптимальную для функционирования ДНК-полимеразы (37 °С). В этих условиях, в случае комплементарности ДНК гена и праймера, происходит присоединение нуклеотидов к З'-концам праймеров, в результате чего синтезируются две копии гена. После этого цикл повторяется снова, при этом количество ДНК гена будет увеличиваться каждый раз вдвое. Проводят реакцию в специальных приборах — амплификаторах.